# Eurybia halimede
Eurybia halimede är en fjärilsart som beskrevs av Jacob Hübner 1816. Eurybia halimede ingår i släktet Eurybia och familjen Riodinidae. Inga underarter finns listade i Catalogue of Life.

## Bildgalleri

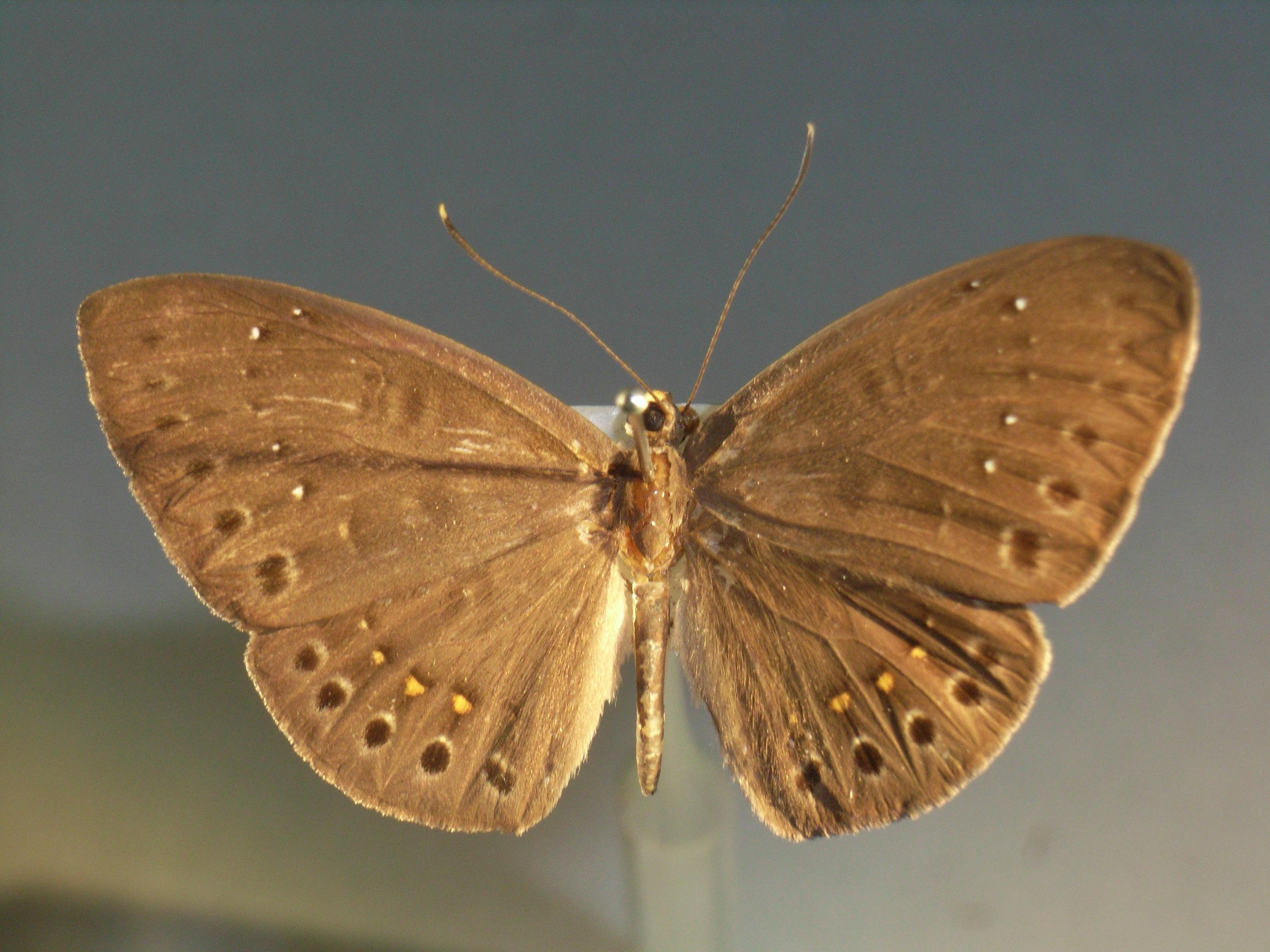